# Peroxidasa

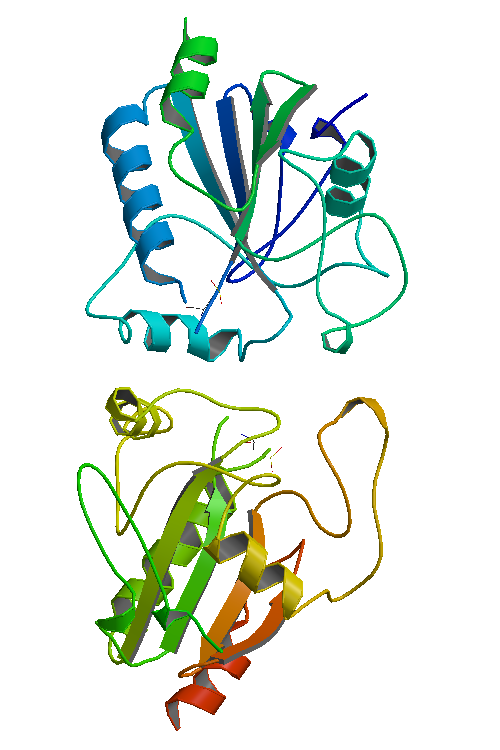
Glutatió Peroxidasa 1

Les Peroxidases són una gran família d'enzims que catalitzen les reaccions en la forma:
ROOR' + donador d'electró (2 e-) + 2H+ → ROH + R'OH
Per a molts d'aquests enzims el substrat bioquímic òptim és el peròxid d'hidrogen, per altres són més actives amb hidroperòxids orgànics com els peròxids lípids. Poden contenir un cofactor hemo o residus de cisteïna o selenocisteïna.
Encara que no s'ha esbrinat el mecanisme exacte se sap que les peroxidases tenen un paper en la defensa de les plantes contra els patògens.
Les peroxidases de vegades es fan servir com a marcadors en histologia.

## Aplicacions
La peroxidasa es fa servir en tractaments industrials de les aigües residuals, per exemple per treure'n els fenols.
A més les peroxidases poden ser una opció alternativa de productes químics perillosos. S'està investigant el seu ús en adhesius, xips d'ordinador, peces de cotxe, etc.